# Dziennik Petersburski
Dziennik Petersburski (czasowo „Dziennik Petrogradzki”) – polskie czasopismo wydawane w Petersburgu w latach 1909–1918.

## Historia
Starania o pozwolenie na wydawanie w Petersburgu gazety w języku polskim podjęto wiosną 1907 roku. Pierwszym redaktorem miał zostać dr Józef Ziemacki. Pismo miało informować o życiu Polaków i katolików w stolicy Imperium Rosyjskiego oraz w guberniach. Pierwszy numer ukazał się 15 listopada 1909 (jako „Dziennik Petrogradzki”, z podtytułem „Organ Kolonii Polskich w Cesarstwie”). Pierwszym wydawcą i redaktorem był Wacław Ciechowski, kolejnymi gen. Aleksander Babiański, Ferdynand Ossendowski, Zygmunt Kmita, Józef Sawicki, Zofia Bursztyńska, Remigiusz Kwiatkowski, Stanisław Borowski, Adam Smoliński. Oblicze ideowe pismu nadawali Stefan Grostern i Jan Dąbrowski. Siedziba redakcji mieściła się w pobliżu Księgarni Polskiej w Petersburgu prosp. Władimirskim 13, w 1914 roku czasowo także ul. Troicka 23 m. 95. Gazetę składało i drukowało Towarzystwo Akcyjne Sztuki Drukarskiej „Herold”. Pismo cały czas spotykało się z szykanami ze strony cenzury, liczne były konfiskaty i nakładane kary (m.in. z powodu artykułu rocznicowego o powstaniu styczniowym).
W 1913 roku nakład pisma wynosił 1,8 tys. egzemplarzy, w 1914 wzrósł do 1,9 tys. Najwięcej wyniósł w momencie wybuchu I wojny światowej, gdy do Petersburga napłynęli polscy uchodźcy – 7 tys. egzemplarzy.
Formalnie czasopismo zawieszono 3/16 sierpnia 1917 roku. We wrześniu Polacy zaczęli wydawać „Dziennik Narodowy”, którego redaktorem został Franciszek Skąpski.

## Tematyka
Na łamach „Dziennika Petersburskiego” ukazywały się artykuły dotyczące polityki, gospodarki, nauki, wiadomości agencyjne, relacje korespondentów. Nie brakowało felietonów. Drukowano przegląd prasy, zarządzenia państwowe i kościelne. Prezentowano życie kulturalne stolicy i imperium, wiadomości ze świata sportu. Istniał specjalny dział literacki, ze specjalnym dodatkiem zamieszczanym w weekendy. 
Wiele uwagi poświęcano historii Polski. Pojawiały się teksty dotyczące: rocznic narodowych, 500-leciu bitwy pod Grunwaldem, unii horodelskiej, Konstytucji 3 maja. Wspominano i doceniano postacie z historii i polskich pisarzy: Kazimierza Wielkiego, ks. Józefa Poniatowskiego, Jana Długosza, Henryka Sienkiewicza, Władysława Reymonta, Marię Konopnicką, Elizę Orzeszkową.

## Publicyści
W „Dzienniku Petersburskim”, w różnych okresach jego istnienia, swoje teksty publikowali: Tadeusz Hołówko, Juliusz Łukasiewicz, Jan Wolski, Wacław Głazek, Mieczysław Niedziałkowski, Wanda Dobaczewska, Jerzy Czeszejko-Sochacki.